# Aspersão
Em um contexto religioso, chama-se aspersão ao ritual de borrifar água  com o aspersório. 
No batismo  por aspersão, a água é borrifada, espalhada ou chuviscada sobre o batizando. Na prática, a aspersão é muito similar à efusão, na qual a água é derramada sobre a cabeça do batizado. 
Esta forma de batismo é adotada por algumas igrejas cristãs, em especial a Igreja Católica e os primeiros movimentos protestantes surgidos com a Reforma, tais como o Luteranismo, o Anglicanismo, o  Presbiterianismo, o Congregacionalismo e a Igreja Metodista do Brasil.  